# Archipiélago Los Testigos
El archipiélago de Los Testigos es un conjunto de islas perteneciente a Venezuela, que forma parte de las dependencias federales venezolanas, ubicándose en el oriente de este país, al sureste del mar Caribe o de las Antillas.

## Características

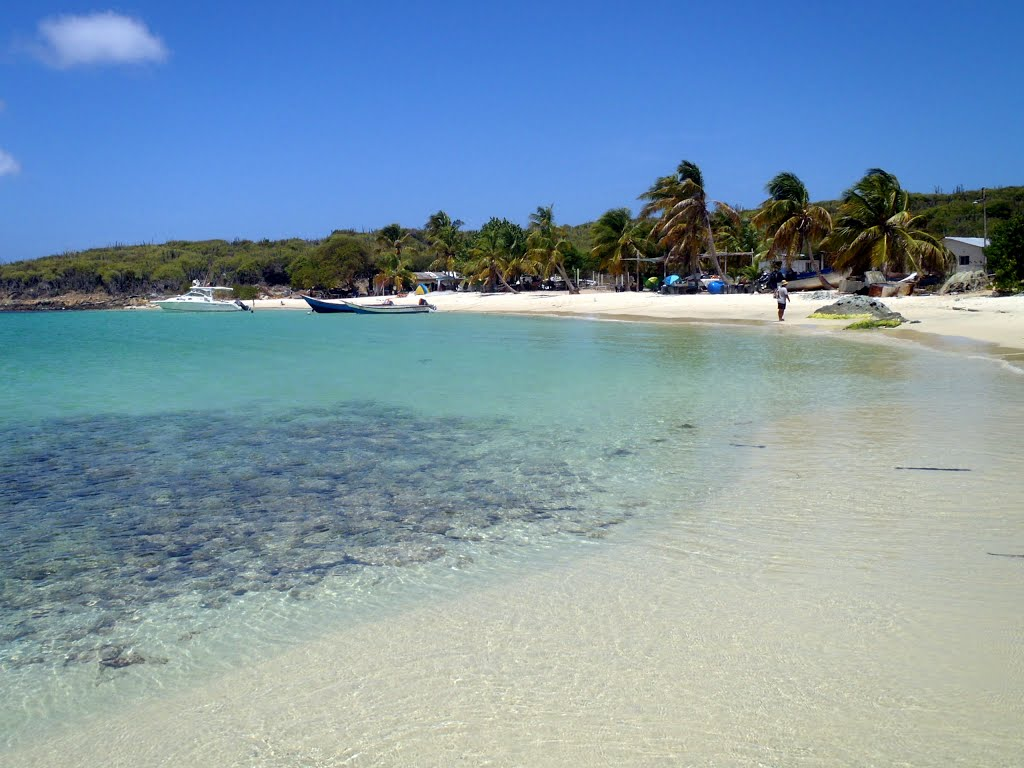

Se encuentra al noreste de la isla de Margarita y está constituido por ocho islas con una población de 197 habitantes para 2001, casi todos emparentados, en su mayoría de origen margariteño. Las islas en su conjunto poseen aproximadamente 6,53 km² de superficie, y se puede llegar a ellas a bordo de barcos y/o botes que parten desde el vecino estado Nueva Esparta.
El archipiélago de Los Testigos está localizado a aproximadamente 425 km (255 millas) al noreste de la ciudad de Caracas, y a 80 km (48 millas) al noreste de la isla de Margarita.
Las islas poseen un clima cálido, semiárido y agradable casi todo el año, similar al del vecino archipiélago de Los Frailes. Existe una pequeña base militar de guardacosta operada por la Armada de Venezuela, en la isla Testigo Grande.

## Islas integrantes
| Número | Nombre de la Isla   | Notas |
| ------ | ------------------- | --- |
| 1      | Isla Testigo Grande | La isla principal y más grande del archipiélago. Poco habitada y con acumulaciones de blancas arenas. Popular por sus "Médanos" y "Playa Real"                                        |
| 2      | Isla Conejo         | Muy cerca de la isla principal justo al este de ésta, es la segunda isla más grande del archipiélago.                                                                                 |
| 3      | Isla Iguana         | Al suroeste de la isla principal, es la tercera isla más grande del archipiélago. Alberga una base militar de la Armada y cuenta con la mayor parte de la población del archipiélago. |
| 4      | Isla Morro Blanco   | Al sur de la isla principal, es la isla más meridional del archipiélago. Está deshabitada.                                                                                            |
| 5      | Isla Noreste        | Ubicada al noreste de la isla principal, es la más aislada de todo el archipiélago.                                                                                                   |
| 6      | Isla Rajada         | Al este de la isla principal, presenta una división pronunciada en el cerro que la forma lo que le da su singular nombre.                                                             |
| 7      | El Chivo            | Isla ubicada al este de Isla Iguana. |
| 8      | Peñón de Fuera      | Uno de los islotes o rocas menores del archipiélago. |

## Geología e hidrografía
Desde el punto de vista geológico, el Archipiélago Los Testigos consiste en un conjunto de rocas volcánicas o hipoabisales ligeramente metamorfizadas, intrusionadas por un batolito de rocas metagraníticas que a su vez está intrusionado por diques metabasálticos y ácidos. La roca más abundante del complejo metavolcánico que constituye el archipiélago es una meta-andesita, que aflora en algunas islas en forma de diques o roca masiva.
La hidrografía del archipiélago está representada por un conjunto de quebradas de régimen intermitente controlados por la existencia de las lluvias esporádicas generadas básicamente por las perturbaciones atmosféricas, es decir las tormentas y huracanes ocurridas desde junio hasta octubre en el mar Caribe.

## Clima
Este archipiélago posee un clima muy cálido, semiárido y agradable durante casi todo el año, su clima es muy similar al del vecino archipiélago de los frailes.
Y su temperatura promedio anual está entre los 26 y 28 °C.

## Vegetación

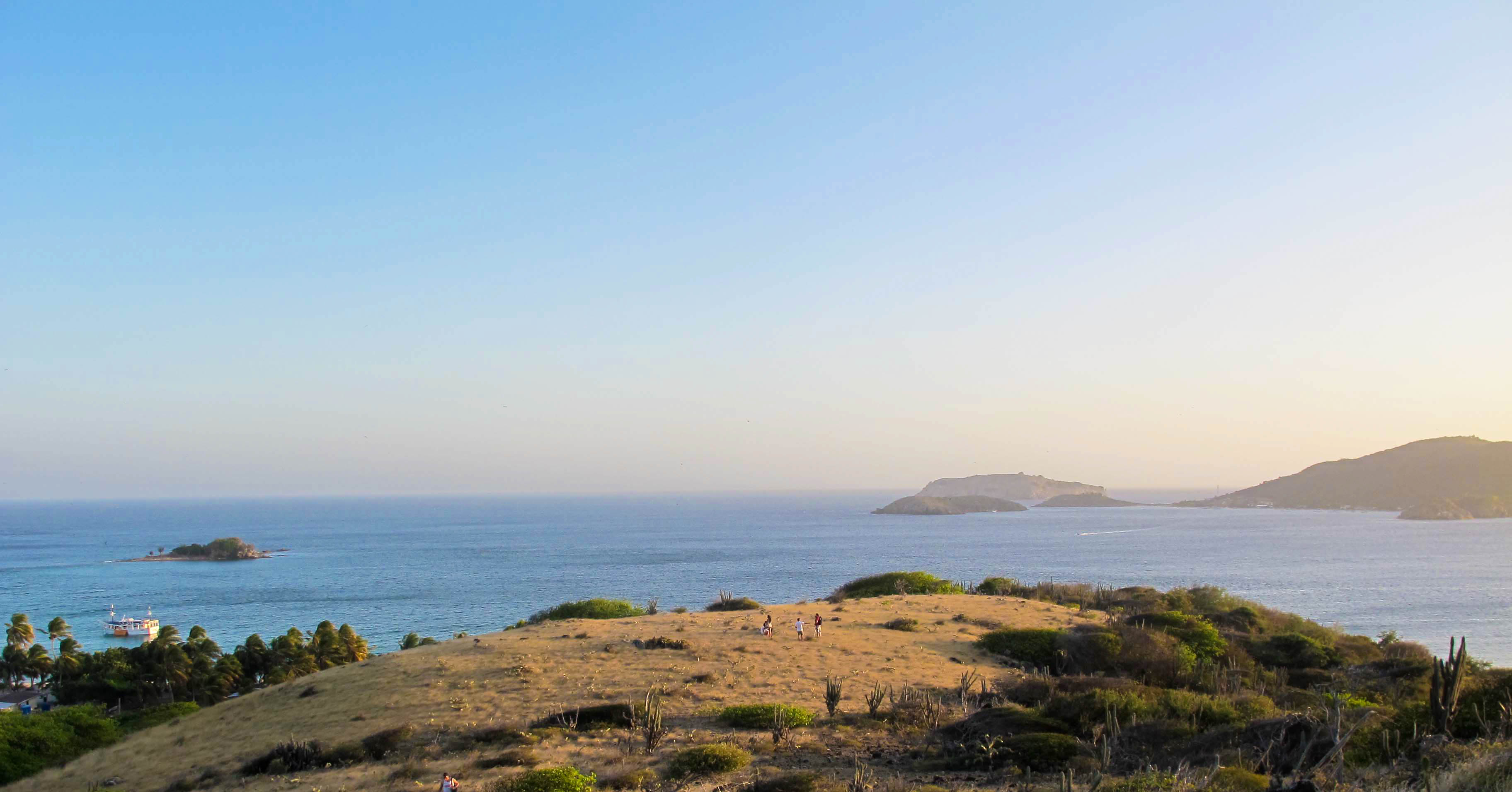
Vista del archipiélago

Este archipiélago posee una vegetación totalmente tropical con una diversidad biológica típica de la región caribeña.
La pluviosidad alcanza los 400 mm anuales, superior a la de todas las demás Dependencias Federales, lo cual tiene como consecuencia que la vegetación sea más densa e incluso en algunas zonas verdaderamente frondosa, pero siempre encuadrada en la categoría de bosque xerofítico.

## Flora y fauna
Las islas Los Testigos están ubicadas entre dos corrientes: una que proviene de la Amazonia, dulce y cálida, y otra que proviene del Atlántico, más fría. Esto trae como consecuencia una gran cantidad de alimento en el lugar; por ello las islas se caracterizan por ser el hogar de una numerosa colonia de aves. De igual manera, en sus aguas habitan diversas especies marinas, lo cual ha atraído a un pequeño número de pescadores. La pesca se especializa sobre todo en la extracción de la langosta, espécimen muy apreciado por lugareños y visitantes, cuya temporada alta se registra de noviembre a abril. Sin embargo, en buena parte de las islas está prohibida la pesca y el buceo, para conservar el medio marino.
En el archipiélago se desarrolla una vegetación xerofítica-arbustiva, donde en las áreas altas predominan los cardones (Lemoireucereus Griseus), especie ésta que también se encuentra en las partes bajas donde domina el manzanillo de playa (Hippomane mancinella) y las hierbas halófilas, constituidas por gramíneas de diferentes especies, entre las cuales, la más importante es la verdolaga rastrera (Sporobolus Virgicus). Entre las especies xerofíticas entre las que cabe mencionar: tuna brava (Opuntia Wentiana), melón o buche (Melocatus Caesius), cují (Prosopis juliflora D.C), la ausencia total de vegetación de manglar es una características única del archipiélago entre las demás dependencias venezolanas.

## Turismo
Los Testigo es un archipiélago muy bonito, muy solitario y bastante virgen, debido a que no es muy visitado, debido a los pocos servicios turísticos que se prestan.
La mayoría de las personas que se ven en las playas, son locales y uno que otro velero o yate.
Se puede llegar a las islas a través de peñeros (botes o lanchas) que parten desde Isla Margarita o desde El Morro de Puerto Santo en el Estado Sucre (via Rio Caribe).
Existe una posada (muy sencilla) con 4 habitaciones con camas matrimoniales y literas con aire acondicionado y baño compartido, incluye las comidas y paseos a diferentes playas.
El principal atractivo de Los Testigos, son sus playas paradisíacas, con arenas claras y agua transparentes, ofrecen como plato especial la langosta fresca y se puede ver (con suerte) ballenas (cachalotes) y delfines.
Es importante saber o investigar el estado del mar, antes de ir, porque es posible tener un mar muy tranquilo pero también puede ser un mar muy fuerte que harían de la travesía un rato desagradable.

## Situación actual
No posee ni gobernador, ni alcalde, dado que no posee ni estatus de estado ni de municipio autónomo, es una división administrativa especial contemplada en el artículo 17 de Constitución:

Las dependencias federales son las islas marítimas no integradas en el territorio de un Estado, así como las islas que se formen o aparezcan en el mar territorial o en el que cubra la plataforma continental. Su descripción, posición geográfica, régimen y administración estarán señaladas en la ley.